# Pectinariidae
Famille
Synonymes
- Amphictenidae Grube, 1850[2]

Les Pectinariidae sont une famille de vers annélides polychètes sédentaires de l'ordre des Terebellida. Les annélides sont des animaux protostomiens métamérisés vermiformes. Ces vers vivent dans des tubes calcaires qu'ils fabriquent eux-mêmes.

## Liste des genres
Selon World Register of Marine Species (6 janvier 2019) :
- genre Amphictene Savigny, 1822
- genre Cistenides Malmgren, 1866
- genre Lagis Malmgren, 1866
- genre Pectinaria Lamarck, 1818
- genre Petta Malmgren, 1866

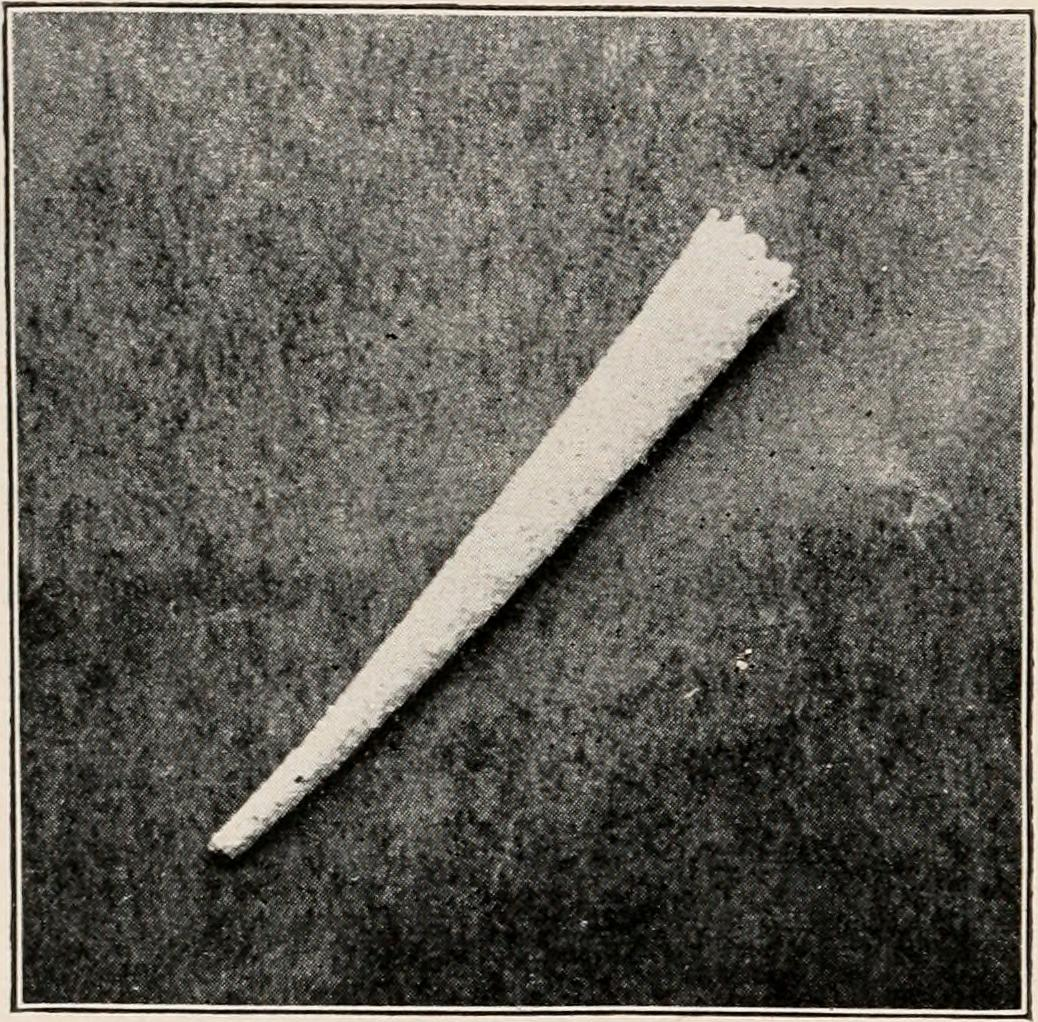
Tube de Cistenides sp.
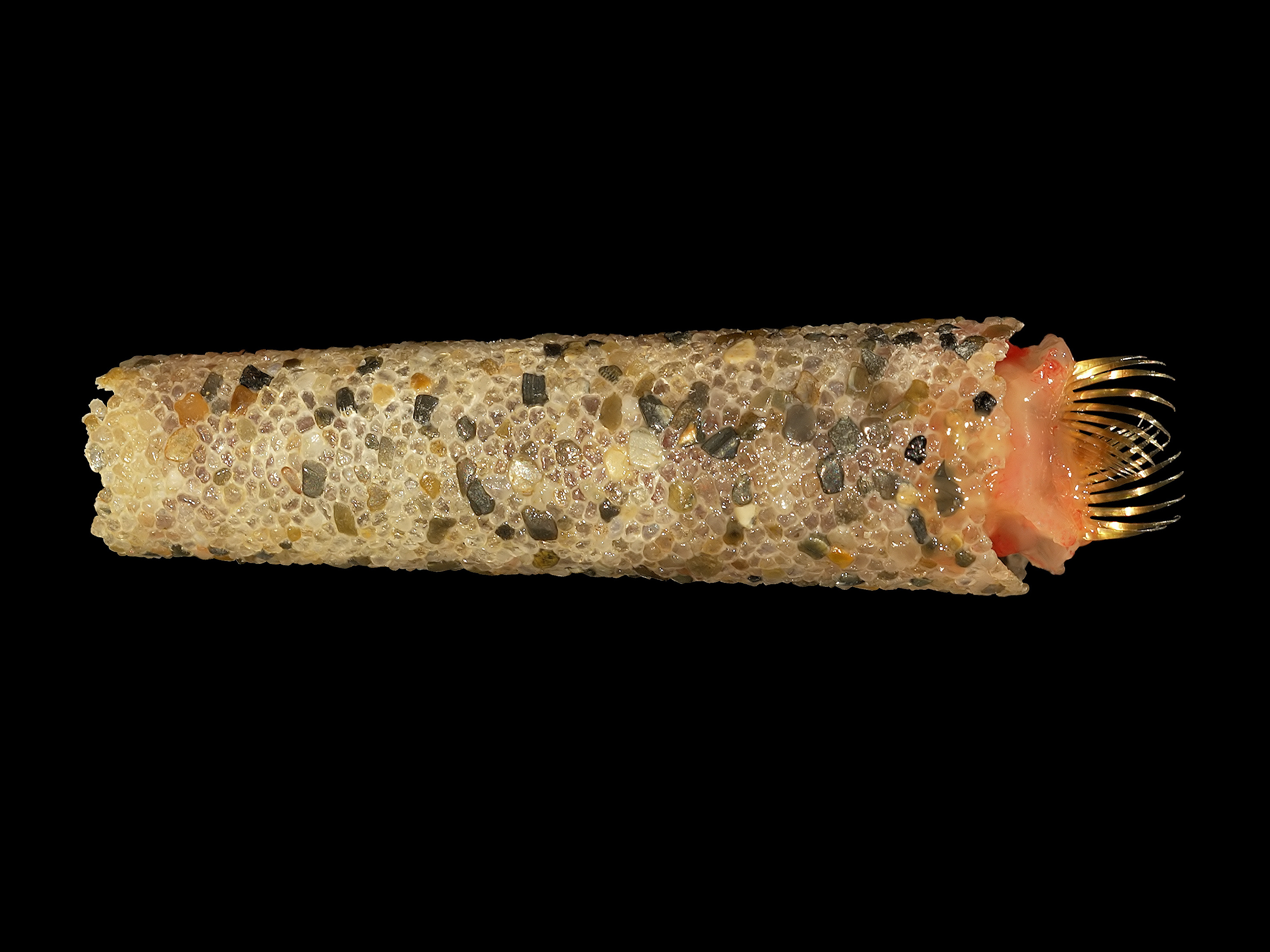
Lagis koreni
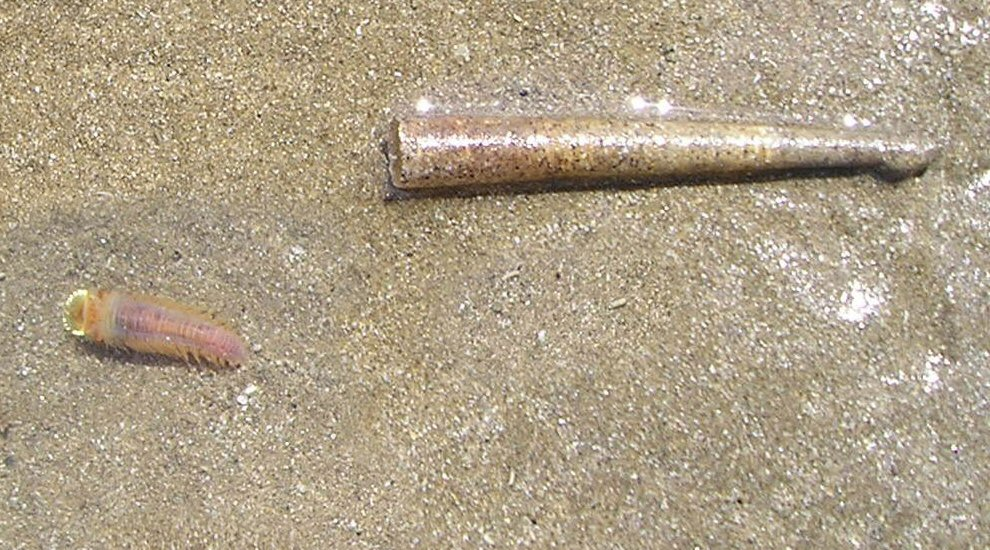
Tube de Pectinaria koreni

## Publication originale
- auteur, date :  Histoire naturelle des Annelés marins et d'eau douce. Annélides et Géphyriens. vol. 2, n. 1, partie 1 pp. 1-336, partie 2 pp. 337-794 (texte intégral) (fr + la)